# Swayze Waters
Swayze Waters (Jackson, 18 maggio 1987) è un ex giocatore di football americano statunitense.

## Nella NFL
Stagione 2009
Preso dai rookie non selezionati dai Detroit Lions, non è mai sceso in campo.
Stagione 2010
Il 13 aprile ha firmato con gli Oakland Raiders. Il 4 settembre viene tagliato.

## Vittorie e premi
Nessuno.